# U-Bahnhof Mülheim Wiener Platz
Der U-Bahnhof Mülheim Wiener Platz ist ein im Kölner Stadtteil Mülheim gelegener U-Bahnhof, der von den Linien 13 und 18 der Kölner Verkehrs-Betriebe (KVB) bedient wird. Er wurde im Jahr 1997 als Teil des Mülheimer Tunnels eröffnet. An der Oberfläche liegt die gleichnamige Stadtbahnhaltestelle der Linie 4, außerdem bestehen Umsteigemöglichkeiten zum lokalen und regionalen Busverkehr.

## Lage
Die Station liegt im Stadtteil Mülheim direkt unter dem Wiener Platz. Er liegt zwischen der Frankfurter Straße und dem Clevischen Ring sowie an der östlichen Rampe der Mülheimer Brücke.

## Geschichte
Der U-Bahnhof wurde am 1. Juni 1997 in Mülheim mit den Stationen Wiener Platz und Bahnhof Mülheim eröffnet. Die Linien 13, 15 und 16 fuhren von der Mülheimer Brücke direkt in den U-Bahn-Tunnel ein. In Köln handelte es sich um den ersten U-Bahn-Tunnel, die in sogenannter bergmännischer Bauweise mit Schildvortriebsmaschinen gebaut wurde. Bergmännische Bauweise bedeutet, dass immer nur ein Teilquerschnitt des Tunnels gelöst wird, statt wie in der offenen Bauweise einen Einschnitt vorzunehmen und danach die Decke des Tunnels bzw. den Erdboden wiederherzustellen. Das ausgebrochene Material wird abtransportiert und der ungestützte Bereich gesichert, was zu der Zeit eine unkonventionelle Methode für den U-Bahn-Bau war. Durch den Einsatz von Schildvortriebsmaschinen revolutionierte es den damaligen Tunnelbau. 1997 wurde auch das Fahrgast-Center Mülheim erreicht, das sich in der Zwischenebene des Wiener Platzes befand.

## Architektur
Der U-Bahnhof ist als Durchgangsbahnhof mit zwei Ebenen konzipiert. In der oberen Ebene befindet sich die Verteilerebene, die nahtlos an den Wiener Platz anschließt. Dort befinden sich ein Zugang zum Bahnsteig, außerdem Ladenlokale und ein KVB-Kundencenter. In der unteren Ebene befindet sich der Bahnsteig, der als Mittelbahnsteig ausgelegt ist. Ein weiterer Zugang befindet sich an der Frankfurter Straße bzw. am östlichen Ende des Wiener Platzes.

## Linien
Der U-Bahnhof wird von den Linien 13 und 18 bedient. Oberirdisch verkehrt die Linie 4.
| Linie | Verlauf | Takt |
| ----- | --- | --- |
| 4     | Leverkusen-Schlebusch – Köln-Dünnwald – Höhenhaus – Mülheim Wiener Platz – Koelnmesse – Bf. Deutz/Lanxess Arena – U Severinstraße – U Poststraße – U Neumarkt – U Appellhofplatz (Breite Straße) – U Friesenplatz – U Hans-Böckler-Platz/Bahnhof West – U Piusstraße – U Körnerstraße – U Venloer Straße/Gürtel (Bf. Ehrenfeld) – U Leyendeckerstraße – U Rochusplatz – U Akazienweg – Bocklemünd                                                                                                   | 10 min |
| 13    | Sülzgürtel – Zülpicher Straße/Gürtel – Lindenthal – Aachener Str./Gürtel – Venloer Straße/Gürtel (Bf. Ehrenfeld) – U Geldernstraße/Parkgürtel – Neusser Straße/Gürtel – Riehl – U Mülheim Wiener Platz – U Bf. Mülheim – Buchheim – Holweide | 10 min |
| 18    | Thielenbruch – Dellbrück – Holweide – Buchheim – U Bf Mülheim – U Mülheim Wiener Platz – Zoo/Flora – U Reichenspergerplatz – U Ebertplatz – U Breslauer Platz/Hbf – U Dom/Hbf – U Appellhofplatz (Breite Straße) – U Neumarkt – Barbarossaplatz – Eifelwall – Klettenberg – Efferen – Hürth-Hermülheim – Fischenich – Brühl-Vochem – Brühl Mitte – Brühl Süd – Badorf – Schwadorf – Walberberg – Merten – Waldorf – Dersdorf – Bornheim – Roisdorf West – Alfter – Dransdorf – Bonn West – Bonn Hbf | 10 min (Thielenbruch–Buchheim) 5 min (Buchheim–Klettenberg) 10 min (Klettenberg–Schwadorf) 20 min (Schwadorf–Bonn) |